# Лоран Пишо
Лоран Пишо (фр. Laurent Pichon; Кемпер, 19. јул 1986) бивши је француски бициклиста у периоду од 2010. до 2023. године, који је последње возио за  ворлд тур тим — Аркеа—бб хотелс. У току каријере остварио је три побједе.

## Каријера
Године 2015. возио је Вуелта а Еспању, коју је завршио на 111 мјесту. Године 2015. поново је возио Вуелту, гдје је био лидер брдске и класификације по поенима послије друге етапе, али је морао да напусти трку током етапе 11. Године 2017. возио је Тур де Франс по први пут, а завршио га је на 125 мјесту у генералном пласману. Током 2017. освојио је класике Руте аделе и Лори Атлантик, остварио је етапну побједу на трци Сетимана интернационале ди Копи е Бартали и освојио је такмичење Француски бициклистички куп, са највише бодова из 15 трка. Године 2018. завршио је Арктик рејс оф Норвеј на шестом мјесту, док је на Тур де Франсу добио награду за најагресивнијег возача на седмој етапи.
Године 2022. завршио је Тро бро леон на седмом мјесту, што му је било трећи пут да је трку завршио у првих десет, након 2016. и 2017. Све три године је освојио прасе као награду за најбољег пласираног бретањског возача, од којег су спремане кобасице које је Пишо јео. Исте године завршио је Париз—Рубе на осмом мјесту, два и по минута иза Дилана ван Барлеа што му је био најбољи резултат на неком ворлд тур класику.
Возио је Тур де Франс 2023. што је била прва гране тур трка коју је возио од 2018. На трећој етапи је био у бијегу, а након што је достигнут, Јаспер Филипсен је побиједио у спринту, док је Пишо добио награду за најагресивнијег возача. У генералном пласману завршио је на 124 мјесту. На крају сезоне завршио је каријеру.

## Резултати на тркама

### Резултати на гранд тур тркама
| Гранд тур трке  | 2013. | 2014. | 2015. | 2016. | 2017. | 2018. | 2019. | 2020. | 2021. | 2022. | 2023. |
| --------------- | ----- | ----- | ----- | ----- | ----- | ----- | ----- | ----- | ----- | ----- | ----- |
| Ђиро д’Италија  | 163   | 129   | —     | —     | —     | —     | —     | —     | —     | —     | —     |
| Тур де Франс    | —     | —     | —     | —     | 125   | 98    | —     | —     | —     | —     | 124   |
| Вуелта а Еспања | —     | —     | 111   |       | —     | —     | —     | —     | —     | —     | —     |

| — | Није учествовао |
|   | Није завршио    |